# Idyllen aus Messina
Die Idyllen aus Messina sind eine Gedichtsammlung von acht Idyllen des Philosophen und Dichters Friedrich Nietzsche. Sie wurden 1882 erstmals veröffentlicht und erschienen 1887 in einer umgearbeiteten Fassung als Anhang seiner Schrift Die fröhliche Wissenschaft.

## Inhalt und Publikationsgeschichte
Im Mai 1882 veröffentlichte Nietzsche unter dem Titel Idyllen aus Messina acht Gedichte, die während eines dreiwöchigen Aufenthalts in Sizilien entstanden waren. Die Sammlung enthält folgende Titel:
- Prinz Vogelfrei
- Die kleine Brigg, genannt „das Engelchen“
- Lied des Ziegenhirten
- Die kleine Hexe
- Das nächtliche Geheimnis
- „Pia caritatevole, amorosissima“
- Vogel Albatross
- Vogel-Urtheil

Die Idyllen aus Messina sind Nietzsches einzige selbstveröffentlichte Lyriksammlung, wenn man von seinen dichterischen Versuchen absieht, die er als Zehnjähriger begann und in seiner Autobiographie Aus meinem Leben als Dreizehnjähriger erwähnte. Von der zeitlichen Einordnung her stehen die Idyllen zwischen seiner Morgenröte und Die fröhliche Wissenschaft. Sie galten lange als bloßes Intermezzo zwischen diesen beiden Werken und verfügen weder über thematische Kontinuität noch innere Kohärenz. Sie sind jedoch als Gedichtzyklus aufgebaut und entsprechen formal und im Reimschema dem Stil von Volksliedern. Nietzsche selbst betonte den zyklischen Charakter der Gedichte in einem Brief an seinen Verleger:

„Meine Bedingungen sind
1) daß sie alle 8 auf Ein Mal gedruckt werden
2) und den Anfang einer Nummer machen, der nächsten  w o m ö g l i c h  –
3) daß sie mit zierlichen und eleganten Lettern gedruckt werden,  n i c h t  mit denen der Prosa-Aufsätze.“

Ernst Schmeitzner aus Chemnitz, der Verleger der Idyllen aus Messina, gab die Internationale Monatsschrift heraus und gehörte um 1881 zu den Erstunterzeichnern der Antisemitenpetition. Ob die Internationale Monatsschrift bereits bei der Veröffentlichung von Nietzsches Idyllen antisemitisch geprägt war oder dies erst zu einem späteren Zeitpunkt wurde, ist Gegenstand einer andauernden Debatte. Später kam es zu einem Prozess, in dem Nietzsche Schmeitzner verklagte, um sein ihm gewährtes Darlehen teilweise zurückzufordern. 1887 veröffentlichte Nietzsche in der zweiten Ausgabe seiner Gaya scienza neben einer eigens verfassten Vorrede auch einen Anhang unter dem Titel Lieder des Prinzen Vogelfrei, in den einige der Idyllen aus Messina eingearbeitet wurden.
Die Idyllen gelten weiterhin als einer der rätselhaftesten Texte Nietzsches.